# Sarah Slean

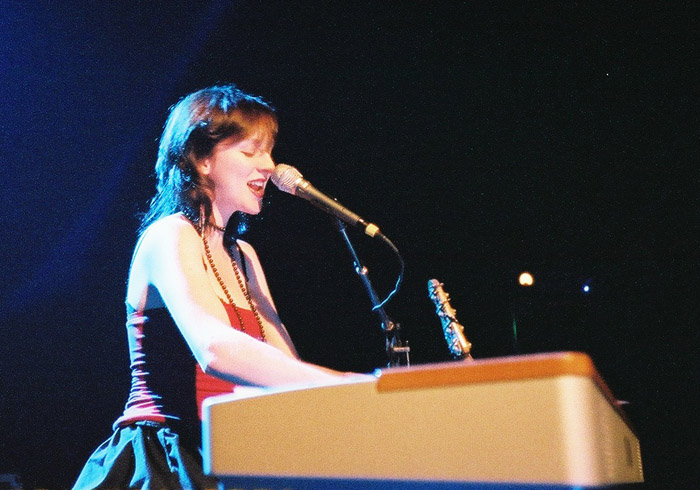
Sarah Slean in De Helling in Utrecht (2004)

Sarah Hope Slean (Pickering (Ontario), 21 juni 1977) is een Canadese singer-songwriter en pianiste. Naast muziek houdt ze zich ook bezig met dichten, schilderen en acteren.

## Muziek
Ze studeerde aan de York University en was 19 jaar toen ze haar eerste album Universe uitbracht. Hierna bracht ze in 1998 nog Blue Parade uit, voordat ze een platencontract tekende bij de Warner Music Group. Met deze platenmaatschappij bracht ze in 2002 Night Bugs uit, dat gecoproduceerd werd door Hawksley Workman en Slean zelf. In 2004 volgde Day One, geproduceerd door Peter Prilesnik, Dan Kurtz en opnieuw Sarah Slean zelf. Opvallend is dat op dit album de piano voor het eerst een minder belangrijke rol inneemt. In plaats daarvan ligt het zwaartepunt meer op het ritme en de beats.
Een livealbum, getiteld Orphan Music, kwam uit op 31 oktober 2006.
In 2008 kwam The Baroness uit, het vierde studio-album van Slean. Later dat jaar volgde de EP The Baroness Redecorates, met nummers die het album niet gehaald hadden. In 2010 nam ze voor Beauty Lives tien nummers op die ze al eerder geschreven en live gespeeld had, maar nooit eerder in de studio opgenomen. Fans mochten stemmen op welke nummers op het album zouden komen. In 2011 volgde een weer een nieuw studioalbum, het dubbelalbum Land & Sea, met op Land popliedjes en op Sea meer klassiek-georiënteerde muziek. Hiervoor werkte ze samen met een groot orkest.
Op 7 april 2017 werd haar nieuwste album uitgebracht, getiteld Metaphysics. Slean maakte hiervoor gebruik van PledgeMusic.

## Andere projecten
In oktober 2004 werd Ravens uitgebracht, een klein boekje met gedichten en schilderijen, dat verkocht werd tijdens Sleans concerten. In februari 2006 werden verschillende van deze schilderijen tentoongesteld in de Spin Gallery in Toronto.
Ze zette haar eerste schreden op het acteerpad met de film Black Widow, gebaseerd op de Canadese moordenares Evelyn Dick.

## Trivia
- Slean verscheen als achtergrondzangeres op verschillende nummers van Hawksley Workman's album (tonight we were) the Delicious Wolves.
- Ze is fan van de Canadese pianist Glenn Gould en schreef twee nummers over hem: het alleen live gespeelde the Glenn Gould Song en Before Your Time, dat verscheen op haar tweede album Blue Parade.
- Nadat ze haar cover van hun nummer Julia aan de Canadese band Our Lady Peace had laten horen, speelden zij deze versie tijdens hun Clumsy tour.

- Bibliothèque nationale de France: cb15035962q (data)
- Gemeinsame Normdatei: 135425581
- International Standard Name Identifier: 0000 0000 7249 4741
- MusicBrainz: ca6fb0de-336f-4bd9-adf1-ce8eebaa7fe1
- Virtual International Authority File: 2752083
- WorldCat: E39PBJkxMcpVtMd4G3RDTwFBT3